# Cinygmula uniformis
Cinygmula uniformis är en dagsländeart som beskrevs av Mcdunnough 1934. Cinygmula uniformis ingår i släktet Cinygmula och familjen forsdagsländor. Inga underarter finns listade i Catalogue of Life.